# (420) Bertholda
(420) Bertholda ist ein Asteroid jenseits des äußeren Hauptgürtels, der am 7. September 1896 vom deutschen Astronomen Max Wolf an seiner Privatsternwarte in Heidelberg bei einer Helligkeit von 12,5 mag entdeckt wurde.
Der Asteroid ist benannt nach Berthold von Zähringen (um 1000–1078), Herzog von Kärnten und Markgraf von Verona, sowie Vorfahr der Markgrafen von Baden. Sein Sohn erbaute im 11. Jahrhundert die Burg Zähringen (siehe auch Asteroid (421) Zähringia).
(420) Bertholda wird zwar zu den Hauptgürtelasteroiden gezählt, bewegt sich aber außerhalb der Hecuba-Lücke und ist damit ein Mitglied der Cybele-Gruppe.

## Wissenschaftliche Auswertung
Aus Ergebnissen der IRAS Minor Planet Survey (IMPS) wurden 1992 Angaben zu Durchmesser und Albedo für zahlreiche Asteroiden abgeleitet, darunter auch (420) Bertholda, für die damals Werte von 141,3 km bzw. 0,04 erhalten wurden. Mit dem Satelliten Midcourse Space Experiment (MSX) wurden 1996 bis 1997 im Rahmen der Infrared Minor Planet Survey (MIMPS) Daten gewonnen, aus denen Werte für den mittleren Durchmesser und die Albedo von 137,9 km bzw. 0,04 bestimmt wurden. Eine Auswertung von Beobachtungen durch das Projekt NEOWISE im nahen Infrarot führte 2011 zu vorläufigen Werten für den Durchmesser und die Albedo im sichtbaren Bereich von 144,0 km bzw. 0,04. Nach neuen Messungen mit NEOWISE wurden die Werte 2014 auf 138,7 km bzw. 0,04 korrigiert. Nach der Reaktivierung von NEOWISE im Jahr 2013 und Registrierung neuer Daten wurden die Werte 2015 mit 141,4 oder 147,1 km bzw. 0,05 angegeben, diese Angaben beinhalten aber hohe Unsicherheiten.
Photometrische Messungen des Asteroiden fanden erstmals statt vom 21. bis 23. August 1984 am La-Silla-Observatorium in Chile. Aus der aufgezeichneten Lichtkurve wurde eine Rotationsperiode von 11,04 h abgeleitet. Weitere Beobachtungen erfolgten vom 8. bis 16. Oktober 1997 am Calar-Alto-Observatorium in Spanien. Hier wurden die Messdaten zu einer verbesserten Rotationsperiode von 10,97 h ausgewertet.
Aus archivierten Daten des Asteroid Terrestrial-impact Last Alert System (ATLAS) aus dem Zeitraum 2015 bis 2018 konnte in einer Untersuchung von 2020 mit der Methode der konvexen Inversion nur eine Rotationsachse mit prograder Rotation und eine Periode von 10,98717 h berechnet werden. Mit dem Weltraumteleskop Transiting Exoplanet Survey Satellite (TESS) konnten während dessen Durchmusterung des Südhimmels 2018 bis 2019 auch Objekte des Sonnensystems beobachtet werden. Dabei wurden auch die Lichtkurven von fast 10.000 Asteroiden aufgezeichnet. Für (420) Bertholda wurde aus Messungen etwa vom 21. Januar bis 1. Februar 2019 eine Rotationsperiode von 10,987 h erhalten.
Neue photometrische Beobachtungen wurden vom 9. Mai bis 10. Juni 2021 während neun Nächten am Organ Mesa Observatory in New Mexico durchgeführt. Die Auswertung der registrierten Lichtkurve bestätigte mit einer Rotationsperiode von 10,987 h die früheren Ergebnisse. Aus den Daten von ATLAS konnte in einer Untersuchung von 2022 mit der Methode der konvexen Inversion noch einmal eine Rotationsperiode von 10,9874 h bestimmt werden.
Abschätzungen von Masse und Dichte für den Asteroiden (420) Bertholda aufgrund von gravitativen Beeinflussungen auf Testkörper hatten in einer Untersuchung von 2012 zu als unrealistisch bewerteten Ergebnissen geführt.